# Tromsøysundtunnelen
69°40′27″N 019°00′37″Ø / 69.67417°N 19.01028°Ø
Tromsøysundtunnelen er en undersøisk vejtunnel på europavej E8 i Tromsø kommune i Troms og Finnmark. Tunnelen går under Tromsøysundet mellem Tomasjorda på fastlandet og Breivika på Tromsøya. Tunnelen har to løb hvor T2 er 3.500 og T1 er 3.386 meter lange. Den når 102 meter under havet, og største stigning er 8,2 %. Tromsøysundtunnelen blev åbnet i 1994. Den gav bedre trafikkapacitet over (under) Tromsøysundet efter at kapaciteten over Tromsøbroen blev for lille.
Tromsøysundtunnelen var Norges eneste undersøiske tunnel med to løb i 16 år før Knappetunnelen og Bjørvikatunnelen blev åbnet i 2010. Det er ikke tilladt for fodgængere at færdes i Tromsøysundtunnelen.
I 2010 fik tunnelen nye vejskilte med lys i som viser fartgrænserne, dette blev gjort for at gøre det lettere og se dem selv om der lægger sig sod på skiltene.
I 2012 fik tunnelen automatisk trafikkontrol (fotobokse) med gennemsnittsmåling.

### Broer i området
- Tromsøbroen
- Sandnessundbroen
- Håkøybroen